# Władysław Skonecki

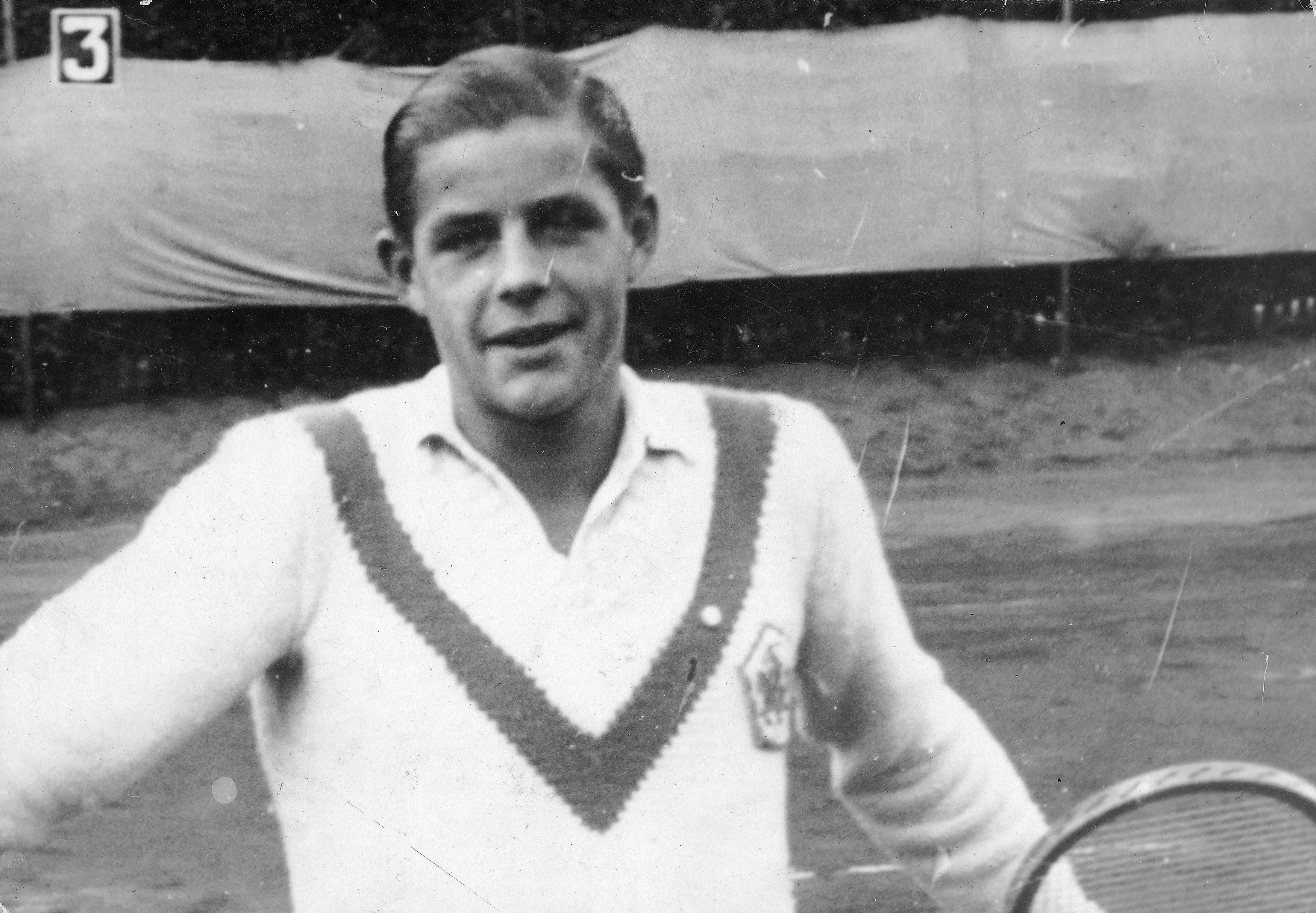
Skonecki 1938 in Bromberg

Władysław Skonecki (* 13. Juli 1920 in Tomsk, Sowjetrussland; † 12. Juni 1983 in Wien, Österreich) war ein polnischer Tennisspieler.

## Leben
Als Sieger in Monte Carlo (1953, im Finale gegen Jaroslav Drobný) verlor er im Finale der International German Meisterschaft 1955 gegen Arthur Larsen. Er gewann fünfmal die polnische Meisterschaft.